# Katholieke Kerk in Saint Kitts en Nevis

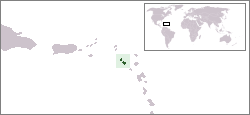
Saint Kitts en Nevis

De Katholieke Kerk in Saint Kitts en Nevis is een onderdeel van de wereldwijde Katholieke Kerk, onder het geestelijk leiderschap van de paus en de curie in Rome.
In 2005 waren er in Saint Kitts en Nevis ongeveer 5.000 (10%) katholieken. Het land bestaat uit een enkel bisdom, het bisdom Saint John’s-Basseterre dat tevens het gebied van Antigua en Barbuda omvat. De hoofdplaats van dit bisdom is Saint John’s in Antigua en Barbuda en er staat een cokathedraal in Basseterre in Saint Kitts en Nevis. Het bisdom maakt deel uit van de kerkprovincie Castries op Saint Lucia. Bisschop van Saint John’s-Basseterre is Kenneth David Oswin Richards. Men is lid van de bisschoppenconferentie van de Antillen, president van de bisschoppenconferentie is Patrick Christopher Pinder, aartsbisschop van Nassau (Bahama's). Verder is men lid van de Consejo Episcopal Latinoamericano.
Apostolisch nuntius voor Saint Kitts en Nevis is aartsbisschop Santiago De Wit Guzmán, die tevens apostolisch nuntius is voor Antigua en Barbuda, de Bahama's, Barbados, Belize, Dominica, Grenada, Guyana, Jamaica, Saint Lucia, Saint Vincent en de Grenadines, Suriname en Trinidad en Tobago en apostolisch gedelegeerde voor de Antillen.

## Indeling
- Aartsbisdom Castries (Saint Lucia)
  - Bisdom Saint John’s-Basseterre (Antigua en Barbuda)

## Nuntius
- Apostolisch nuntius
  - Aartsbisschop Eugenio Sbarbaro (23 oktober 1999 - 26 april 2000)
  - Aartsbisschop Emil Paul Tscherrig (1 juni 2001 - 22 mei 2004)
  - Aartsbisschop Thomas Edward Gullickson (2 oktober 2004 - 21 mei 2011)
  - Aartsbisschop Nicola Girasoli (29 oktober 2011 - 16 juni 2017)
  - Aartsbisschop Fortunatus Nwachukwu (4 november 2017 - 17 december 2021)
  - Aartsbisschop Santiago De Wit Guzmán (sinds 30 juli 2022)